# Kostel svatého Archanděla Michaela (Podbrege)
Kostel svatého Archanděla Michaela je hlavní kostel ve vesnici Podbrege v Severní Makedonii.
V roce 2007 byla postavena zcela nová budova kostela a ta původní z roku 1916 byla poté zbořena. Nachází se na zdejším hřbitově.

## Historie
Kostel byl postaven v roce 1916 na místě, kde se nikdy předtím žádný chrám nenacházel.
Nový kostel byl vysvěcen 7. října 2007. Byl postaven hned vedle původní budovy, která byla po otevření nového kostela zbourána.

## Galerie

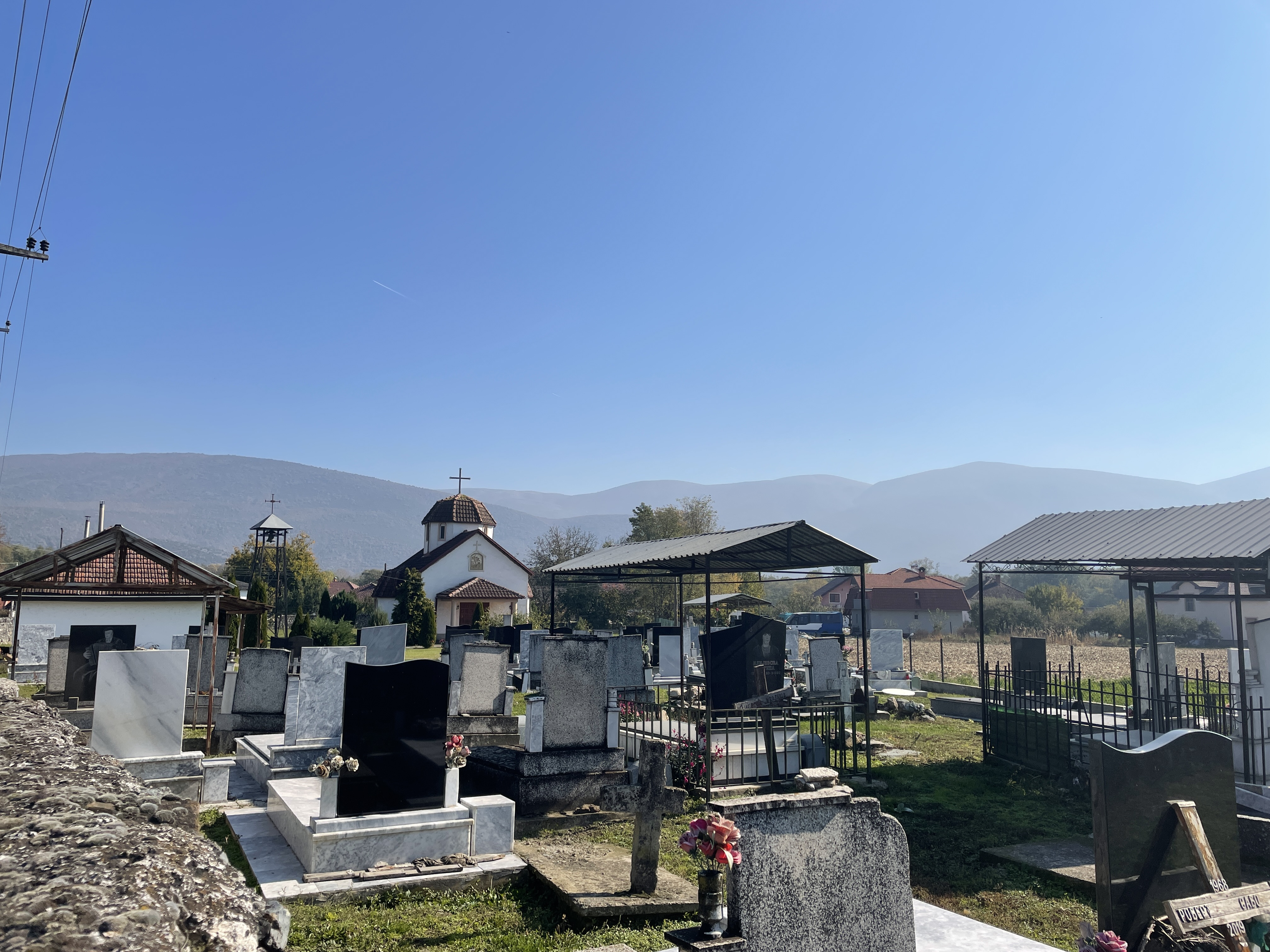
Kostel s vesnickým hřbitovem
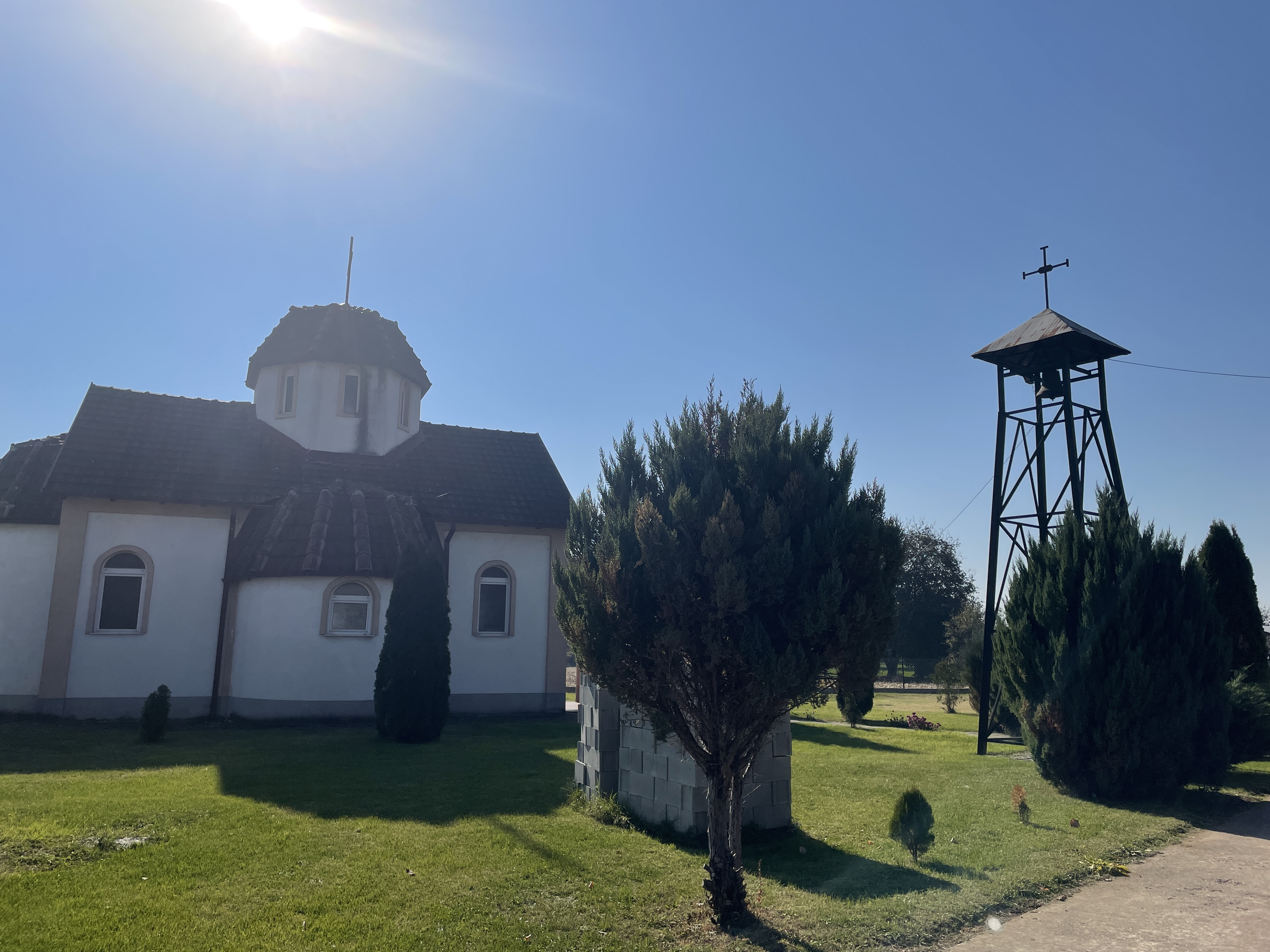
Nový kostel a zvonice
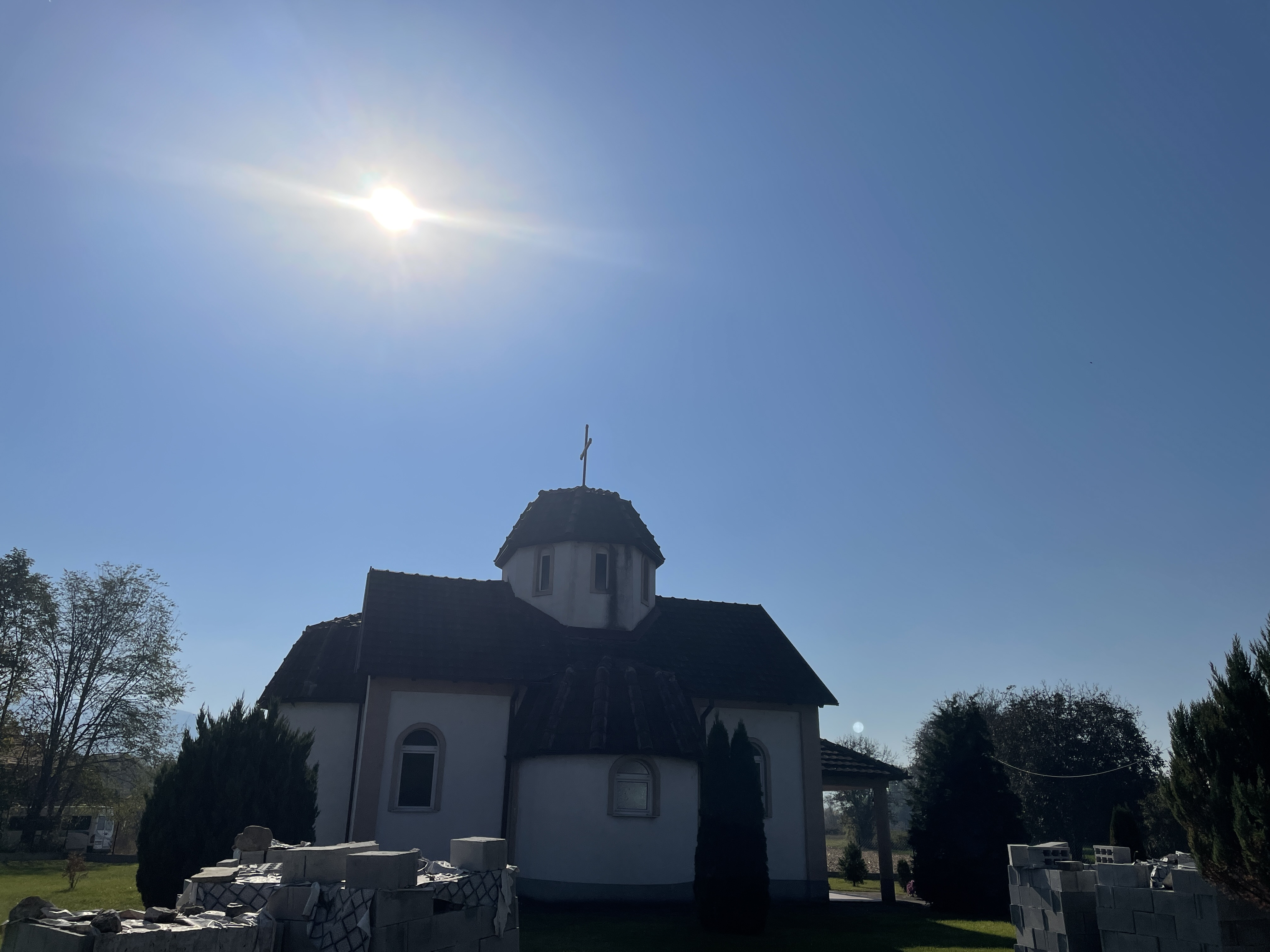
Nový kostel
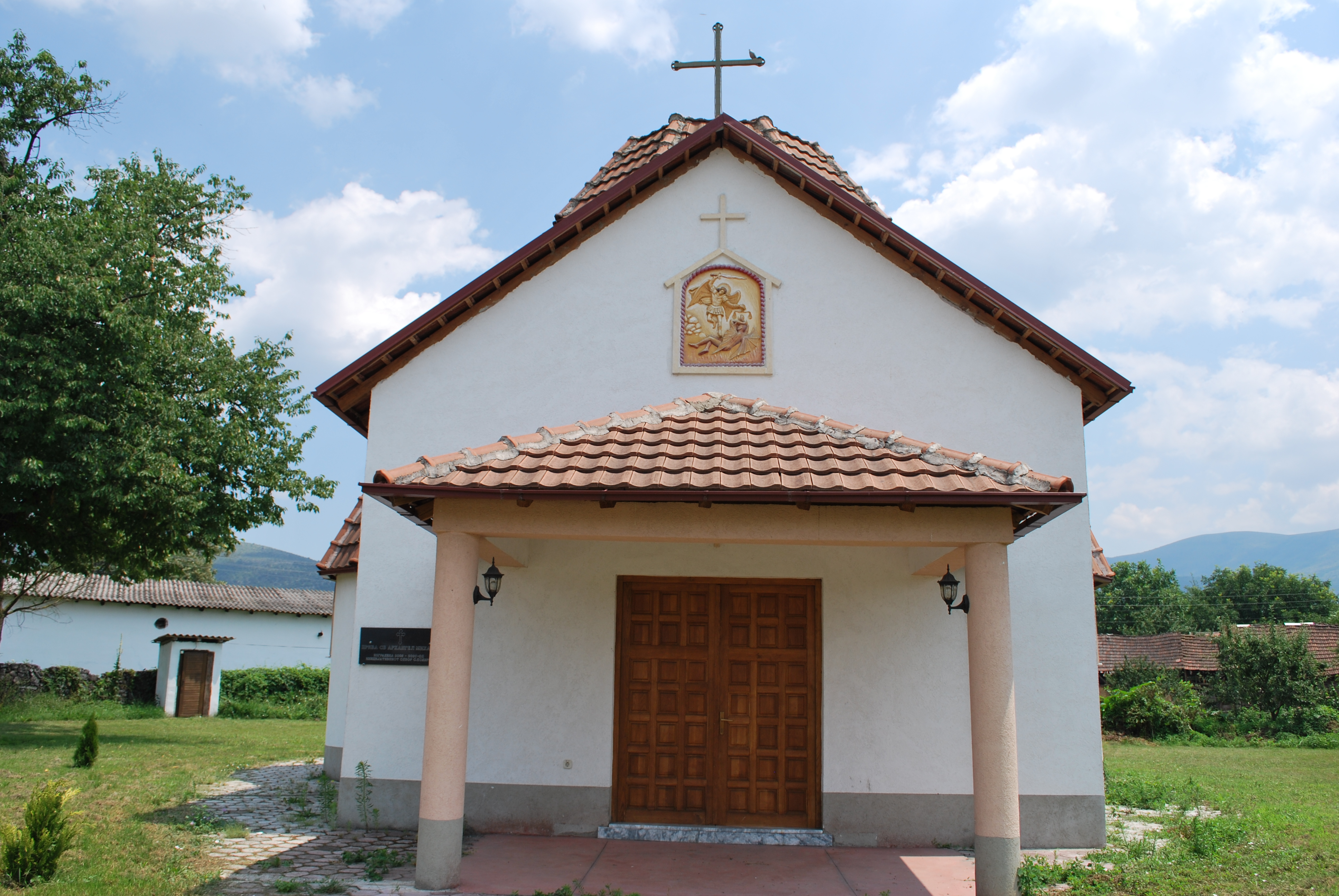
Vchod do kostela